# 도기쓰정
도기쓰정(일본어: 時津町)은 일본 나가사키현 남부에 있는 니시소노기군의 정이다.

## 지리
오무라만의 남서쪽 기슭, 니시소노기반도의 남동부에 위치한다. 북쪽은 오무라만과 접하고 남부에서 서부까지는 나가사키시, 동부는 니시소노기군 나가요정에 접한다.
정의 서부는 나가사키시와 경계를 이루는 도후다케(239m), 나즈미다케(392m), 에보시다케(413m) 등이 늘어서 있는 산지이지만 동부의 모토무라향-우라향-하마다향에 걸쳐 평야가 있고 여기에 주택지·상업용지가 펼쳐진다. 또한 도기쓰항 주변은 넓게 매립을 해 주로 공업지로 이용되고 있다. 나가사키시에서 통근하는 사람도 많다. 다만 정내의 하천은 모두 규모가 작아 자주 물 부족에 빠진다. 이 때문에 나가사키시의 사이카이강에서도 취수를 실시하고 있고 나가요강이 지나는 나가요정에서 지원을 받기도 한다.

### 인접한 자치체
- 나가사키시
- 니시소노기군 나가요정

## 역사
에도 시대에는 오무라번령으로 도기쓰항은 소노기항(현 히가시소노기정)과의 사이에 배편이 있어 나가사키 가도의 지름길로 교통의 요충지였다. 이 "도기쓰 가도"는 다이묘나 막부의 관리들도 이용해 도기쓰는 항구 도시이자 역참 마을로 발전했다.
- 1951년 12월 1일 - 도기쓰촌이 정으로 승격해 도기쓰정이 되었다.

## 산업

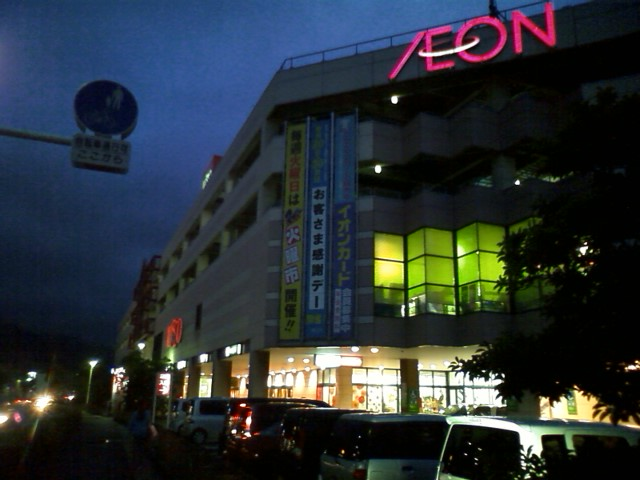
주스코 도기쓰정

도기쓰정은 니시소노기반도 지역에서는 드물게 농업·어업보다 공업·상업이 번성한다. 제1차 산업의 비율은 1970년에는 21.1%였지만 2005년에는 3.3%까지 감소하였다. 제3차 산업의 비율은 72.9%로 나가사키현에서 가장 높다.

## 교통

### 도로
- 국도 206호선
- 국도 207호선